# Saqui
Els saquis (Pithecia) són un gènere de primats platirrins de la família dels pitècids. Juntament amb els gèneres Cacajao i Chiropotes, forma la subfamília dels pitecins. Les espècies d'aquest grup viuen a Sud-amèrica, en una àrea que s'estén des del sud de Colòmbia fins al nord de Bolívia i les boques del riu Amazones a l'est.